# Abdisho bar Berika
Abdisho bar Berika, o Abdisho di Nisibi, occidentalizzato come Ebediesu o Ebed-Jesu (1250 ca. – 1318), è stato un arcivescovo cristiano orientale e scrittore siro.

## Biografia
Conosciuto anche come Ebedjesu o Mar Odisho, fu dapprima vescovo di Shigar (Sinjar) nella provincia di Beth ʿArbaye (Arbayistan) e successivamente, fra il 1285 ed il 1291, divenne metropolita di Nisibi e dell'Armenia. Celeberrimo canonista, i suoi scritti relativi al diritto canonico furono adottati come testi ufficiali dal sinodo che procedette all'elezione del catholicos Timoteo II nel febbraio 1318. Essi sono rimasti fino al XX secolo i testi fondamentali del diritto nella Chiesa d'Oriente.
Egli può essere considerato l'ultimo importante scrittore della letteratura siriaca classica.

## Opere
- Un Catalogo ragionato dei libri custoditi presso la biblioteca di Nisibi. Redatto in versi eptasillabi, elenca in particolare opere di poeti cristiani siro-orientali dell'inizio del XIV secolo. Questo catalogo possiede un valore inestimabile, in quanto cita anche molte opere oggi perdute[2][3].
- Il Marganitha (Libro della perla sulla verità della fede). Scritto nel 1298, fu forse l'ultimo grande trattato teologico della Chiesa d'Oriente. Si divide in cinque sezioni, consacrate a Dio, alla creazione, alla vita cristiana, ai sacramenti ed ai segni della vita futura. L'autore rigetta la denominazione di nestoriani normalmente attribuita ai fedeli della sua Chiesa. Ci sono sette sacramenti, come nel Cattolicesimo, ma non sono gli stessi: sono l'ordine, il battesimo, la confermazione (amministrata nello stesso tempo del battesimo), l'eucaristia, la remissione dei peccati, la santa lievitazione (preparazione rituale del pane eucaristico) e il segno della croce (ma non il matrimonio, né l'estrema unzione). L'autore stesso tradusse quest'opera in arabo, perché alla sua epoca la conoscenza del siriaco era sempre meno diffusa.
- Il Paradiso dell'Eden. Raccolta di cinquanta Mimra (omelie) in versi. Fu composto a imitazione dei Maqāmāt di al-Hariri con l'intenzione di superare il virtuosismo tecnico dell'autore arabofono, forse per tentare di dimostrare per un'ultima volta la superiorità della lingua siriaca sulla lingua araba. Per esempio la terza omelia è composta da versi di sedici sillabe che si leggono indifferentemente da destra a sinistra o da sinistra a destra; nella 21ª ogni verso contiene le ventidue lettere dell'alfabeto siriaco. I poemi finali sono così poco leggibili che l'autore ha dovuto affiancarli ad un commento per spiegarne il senso.
- La Raccolta dei canoni sinodali. Fu composta quando egli era ancora un semplice monaco, su richiesta del catholicos Mar Denha I (1265-1281). I canoni non vennero più presentati in modo semplicemente cronologico, come da tradizione, ma classificati per argomento. L'opera è divisa in due grandi parti; la prima riguarda tutti i fedeli, la seconda il clero. La prima parte si divide in cinque sezioni: la professione di fede e gli obblighi di tutti i fedeli; il matrimonio; le eredità; le cause secolari tra cristiani (proibizione di rivolgersi ai tribunali degli infedeli); poi di nuovo gli obblighi comuni (preghiere quattro volte al giorno, eucaristia settimanale, digiuni, accoglimento collettivo di istituzioni di carità...). La seconda parte possiede una sezione dedicata all'organizzazione gerarchica del clero; e un'altra, molto preziosa, alle scuole (una scuola elementare presso ogni chiesa "parrocchiale", e l'obbligo per tutti i fedeli di inviarci i propri figli; disposizioni superiori con l'organizzazione degli studi).
- Le Regole delle aggiudicazioni ecclesiastiche e delle successioni. Costituiscono un'opera voluminosa redatta dall'autore dopo essere diventato metropolita. Vengono approfondite le regole imposte ai giudici della Chiesa (prelati o religiosi da loro designati); si sofferma a lungo sulla questione del matrimonio (consenso obbligatorio dei due congiunti, monogamia, indissolubilità del matrimonio, ma separazione autorizzata in casi precisi, e divorzio per incompatibilità di carattere possible al compimento dei dieci anni in assenza di figli); tratta anche della schiavitù, della proibizione della vendetta, dei casi di pena di morte (non solo omicidio, ma furto notturno, o a mano armata, o scavalcando un muro, innalzamento d'uomo o di animale).
- Vari brevi trattati su diversi argomenti religiosi.
- Varia poesia liturgica

Inoltre alcune opere perdute:
- Tutti i suoi scritti relativi all'esegesi biblica.
- Un libro sulla filosofia greca.
- Un libro sulla confutazione delle eresie.